# Олифиров, Фёдор Акимович
Фёдор Аки́мович Олифи́ров (1918—2004) — советский военачальник, командующий рядом соединений войск ПВО, генерал-полковник.

## Биография
Родился 2 сентября 1918 года в селе Троянка в крестьянской семье.
Окончил техникум, затем работал в школе. С 1937 года — на военной службе, поступил в Харьковское пограничное училище НКВД СССР.
Участник Великой Отечественной войны. На фронтах с 1 сентября 1942 года. В 1943 году старший лейтенант помощник начальника оперативного отделения оперативного отдела штаба 66-й армии. В сентябре 1943 года в той же должности в штабе 5-й гвардейской армии, гвардии капитан. Затем гвардии майор, старший помощник начальника оперативного отдела штаба 5-й гвардейской армии. Член КПСС с 1943 года. Со второй половины 1945 года гвардии майор Ф. Олифиров слушатель Военной академии имени М. В. Фрунзе.
После окончания с отличием академии с 1952 года продолжил службу в войсках ПВО СССР. С 1956 года начальник штаба Отдельной зенитно-ракетной армии особого назначения (командующий генерал-полковник Казаков, Константин Петрович). В 1957 году Фёдору Акимовичу Олифирову было присвоено звание генерал-майора.
В декабре 1961 — июле 1966 года — командующий 10-й отдельной армией ПВО (штаб в городе Архангельск). C 1962 года генерал-лейтенант.
В августе 1966 — июле 1973 года — командующий войсками Бакинского округа ПВО. 25 октября 1967 года присвоено звание генерал-полковника.
В 1973—1978 годах — заместитель начальника Военной командной академии ПВО имени Маршала Советского Союза Г. К. Жукова. С 1978 года генерал-полковник Ф. А. Олифиров — в запасе.
Избирался депутатом Верховного Совета РСФСР 6-го созыва (1963—1967) и Верховного Совета СССР 8-го созыва (1970—1974).
Умер 4 июня 2004 года в городе Москве.

## Награды
- Орден Ленина
- Орден Красного Знамени
- Два ордена Отечественной войны I степени
- Орден Отечественной войны II степени
- Два ордена Красной Звезды
- Медаль «В ознаменование 100-летия со дня рождения Владимира Ильича Ленина»
- Медаль «За победу над Германией в Великой Отечественной войне 1941—1945 гг.»
- Медаль «20 лет Победы в Великой Отечественной войне 1941—1945 гг.»
- Медаль «30 лет Победы в Великой Отечественной войне 1941—1945 гг.»
- Медаль «40 лет Победы в Великой Отечественной войне 1941—1945 гг.»
- Медаль «50 лет Победы в Великой Отечественной войне 1941—1945 гг.»
- Медаль «60 лет Победы в Великой Отечественной войне 1941—1945 гг.»
- Медаль «Ветеран Вооружённых Сил СССР»